# Getaway Car (bài hát của Taylor Swift)
"Getaway Car" là một bài hát của ca sĩ kiêm viết nhạc người Mỹ Taylor Swift, được thu âm cho album phòng thu thứ sáu của cô, Reputation (2017). Bài hát được gửi cho các đài ở Úc và New Zealand như đĩa đơn thứ năm của album tại cả hai quốc gia cũng như là đĩa đơn phòng thu chính thức thứ bảy của album vào ngày 6, tháng 9 năm 2018. Swift đồng viết lời và viết nhạc cho bài hát với Jack Antonoff.

## Sáng tác
"Getaway Car" được viết và sản xuất bởi Swift và Jack Antonoff. "Getaway Car" có độ dài khoảng 3 phút và 53 giây 